# Per Røntved
Per Christian Røntved (ur. 27 stycznia 1949 we Frederiksbergu, zm. 16 maja 2023) – duński piłkarz grający na pozycji środkowego obrońcy. W swojej karierze rozegrał 75 meczów w reprezentacji Danii i strzelił w niej 11 goli.

## Kariera klubowa
Karierę piłkarską Røntved rozpoczął w klubie Brønshøj BK. W 1967 roku zadebiutował w jego barwach w drugiej lidze duńskiej. W 1969 roku awansował z tym klubem do pierwszej ligi i w niej też występował do lata 1972 roku.
Latem 1972 Røntved został zawodnikiem Werderu Brema. W niemieckiej Bundeslidze zadebiutował 7 października 1972 w zremisowanym 1:1 domowym meczu z Herthą Berlin. W 1972 roku został wybrany Piłkarzem Roku w Danii. W zespole z Bremy występował do końca sezonu 1978/1979, jednak nie odniósł z nim znaczących sukcesów. W barwach Werderu rozegrał 194 ligowe mecze i strzelił w nich 40 bramek.
W 1979 roku Røntved wrócił do Danii i został zawodnikiem klubu Randers SK Freja. W 1983 roku grał w zespole Hvidovre IF i w nim też zakończył swoją karierę sportową.
| Sezon   | Klub             | Kraj  | Rozgrywki   | Mecze | Bramki |
| ------- | ---------------- | ----- | ----------- | ----- | ------ |
| 1968    | Brønshøj BK      | Dania | 2. division | ?     | ?      |
| 1969    | Brønshøj BK      | Dania | 2. division | ?     | ?      |
| 1970    | Brønshøj BK      | Dania | 1. division | ?     | ?      |
| 1971    | Brønshøj BK      | Dania | 1. division | ?     | ?      |
| 1972    | Brønshøj BK      | Dania | 1. division | ?     | ?      |
| 1972/73 | Werder Brema     | RFN   | Bundesliga  | 28    | 5      |
| 1973/74 | Werder Brema     | RFN   | Bundesliga  | 29    | 7      |
| 1974/75 | Werder Brema     | RFN   | Bundesliga  | 23    | 7      |
| 1975/76 | Werder Brema     | RFN   | Bundesliga  | 31    | 7      |
| 1976/77 | Werder Brema     | RFN   | Bundesliga  | 29    | 6      |
| 1977/78 | Werder Brema     | RFN   | Bundesliga  | 21    | 6      |
| 1978/79 | Werder Brema     | RFN   | Bundesliga  | 33    | 2      |
| 1979    | Randers SK Freja | Dania | 1. division | ?     | ?      |
| 1980    | Randers SK Freja | Dania | 1. division | ?     | ?      |
| 1981    | Randers SK Freja | Dania | 1. division | ?     | ?      |
| 1982    | Randers SK Freja | Dania | 1. division | ?     | ?      |
| 1983    | Hvidovre IF      | Dania | 1. division | 11    | 1      |

## Kariera reprezentacyjna
W reprezentacji Danii Røntved zadebiutował 25 czerwca 1970 roku w zremisowanym 1:1 meczu Mistrzostw Nordyckich ze Szwecją, rozegranym w Göteborgu. W swojej karierze grał w: eliminacjach do MŚ 1972, Euro 80, MŚ 1982 i Euro 84. Zagrał również na igrzyskach olimpijskich w Monachium, na których był kapitanem Danii. Od 1970 do 1982 roku rozegrał w kadrze narodowej 75 meczów i strzelił w nich 11 goli.